# Kommittén för befrielsen av folken i Ryssland
Kommittén för befrielsen av folken i Ryssland (ryska: Комитет освобождения народов России, Komitet osvobozjdenija narodov Rossii, КОНР, KONR) var en kommitté av antikommunister från Ryssland som bildades under andra världskriget i syfte att befria Ryssland från kommunismen med hjälp av Tyskland.
Ordförande i kommittén var general Andrej Vlasov (1901-1946) som också var befälhavare för den ryska befrielsearmén (ROA).
Kommitténs målsättning uttrycks i Pragmanifestet 14 november 1944. Den innefattar bland annat ett avbrytande av kriget med Tyskland och en hedersam fred samt en återgång till den politiska ordning som rådde före bolsjevikernas maktövertagande (Oktoberrevolutionen).